# Festival degli sconosciuti
Il Festival degli sconosciuti è stato una manifestazione musicale italiana che si svolgeva nella città romana di Ariccia, conosciuto anche come il Talentiere.

## Storia della manifestazione
La manifestazione venne ideata da Teddy Reno, cantante e discografico, nel 1961, con l'obiettivo di scoprire e lanciare nuovi talenti. La prima edizione si tenne quell'anno, mentre la seconda, nel 1962, fu vinta da una giovane cantante di Torino, Rita Pavone, che in seguito sposerà Teddy Reno e lo affiancherà come organizzatrice della manifestazione.
Ariccia viene scelta come sede in quanto, in quel periodo, il cantante vi risiede; in seguito rimarrà la sede delle successive edizioni (tranne qualche eccezione, tenuta a Montecatini Terme).
Nel corso degli anni ha contribuito a lanciare molti nomi di successo, tra i quali si possono ricordare Dino (all'epoca voce solista dei Kings), Marcella Bella (che partecipò nel 1965, ma la partecipazione venne revocata quando si scoprì che la cantante aveva solo tredici anni, mentre l'età minima richiesta dal regolamento era quattordici), Claudio Baglioni, Mal, Ivan Cattaneo e Titti Bianchi (che, dopo qualche incisione per la RCA, diventerà la più famosa cantante di liscio italiana).
Dopo un periodo di pausa negli anni settanta, nel decennio successivo la manifestazione ha ripreso per qualche anno a tenersi, con risultati però inferiori rispetto agli inizi per quel che riguarda il lancio di nuovi talenti.

## I vincitori del Festival degli sconosciuti
- 1961: I Samurai
- 1962: Rita Pavone
- 1963: Dino & i Kings
- 1964: Mario Anzidei
- 1965: Loredana Bufalieri e Marcello Fattorini
- 1966: Titti Bianchi
- 1967: Roberta Piazzi e Giuliano Tordi (che inciderà per l'RCA Talent con il nome d'arte Giulio Daldi)
- 1968: L'Arca di Noé
- 1969: THE PAB di Agnone (IS)
- 1970: Tony Cortese
- 1971: Italo Janne
- 1972: Wanda Leoncini
- 1982: Alta Tensione (Genova)
- 1983: Enzo Garramone (cat. imitatori), Duo Ledo diventato poi Audio 2 (cat. musica leggera), Federico Salvatore (cat. cabaret).
- 1987: Marco e i Blu Notte
- 1988: Mafalda Minnozzi
- 1989: S.O.S. e Romina Arena
- 1990: BrokenGlazz
- 1991: Lyric Brothers, vincitori TOP TALENT & Vincitori categoria DUO VOCALE
- 1992: La Giostra dei Pazzi
- 1993: Sezione Cantautori: Umberto Morasca - Sezione Gruppi: La Giostra dei pazzi
- 1994: Mikelangelo Loconte
- 1997: vincitori band: Mast&Fede: Momo
- 1998: Noemi Smorra (categoria Gruppi)
- 1999: Enrico Bernardo sezione Cantautori
- 2001: Insania (categoria Gruppi)
- 2002: Patrizio Viozzi
- 2008: Cantautori: Federico Martello - Cantanti: Cinzia Paoletti - Gruppi: Morgan Astronauti
- 2011: Mathias Buratto (categoria Autori)
- 2013: Vincitrice assoluta: Elisa Riccitelli. Cantanti cat. 14-21: 1° - Martina Niccolai 2° - Claudio Rusconi 3° - Simona Zaratti.

## Principali partecipanti non vincitori
- 1961: The Rascals, secondi classificati.
- 1962: Angelo Bolenzi, secondo classificato.
- 1963: The Rokes, Mario Zelinotti, Tonino D'Arpino, Giovannino Gallo, Luciano Tomei (premiato come miglior cantautore[1]), Loredana Ognibene, Patrizia De Micheli
- 1964: Franco Silvestri (cantante) (stesso Maestro di Rita Pavone, Carlo Scartocci in arte Arden, indicato favorito e probabile vincitore dai maggiori quotidiani dell'epoca), Miro Baldoni, i Meteors, I Blackjack, Franca Siciliano.
- 1965: Marcello Fattorini (contratto discografico RCA, secondo classificato), Roberto Raimondi (I Robyn's vincitori nella categoria Gruppi Musicali)- Marcella Bella, The Planets, Gianni Mazza, Massimo Bizzarri, Pietro Melfa, Adriana Pantani, Emanuela Golzer, Gaetano La Loggia, Tecla Gnudi, Nico Mauro, Nicola Manes, Roberto Raimondi, Franco Leo.
- 1966[2]: Farida (come Ketty Ganci), Carmelo Pagano, Valeria Bertolini, Massimo Bizzarri, Michele Bosco, Eva Cavallari,
- Angela Cracchiolo, Franco Cremonini, James Iotti, Patrizia Meoni, Iside Mazzocca, Emilio Roy, Marika Moglia, Luisella Ronconi, José Salvador.
- 1967: Claudio Baglioni, Anselmo Genovese, Boeing 2000, Carlo Gigli, Antonio Mescia, Angela Bi, Mariella Passarella, Evy, Roberto Fia, Olivier Philippe.
- 1968: Ivan Cattaneo e Vincenzo Massetti (in seguito cantante dei Teoremi).
- 1969: 3° ex aequo -Riki e il suo complesso con L. Galeazzi.
- 1982: Dario Gay, Federico Salvatore, Capone (dei Bungt Bangt).
- 1983: Germano Di Mattia, Simona Casagrande.
- 1988: Roby Rossini, Alina Di Mattia, Pino Campagna.